# Partits polítics de Letònia
Els partits polítics de Letònia formen part d'un sistema multipartidista on cap de les parts té sovint l'oportunitat de prendre el poder per si sola, i per tant, havent de treballar uns amb els altres per formar governs de coalició.

## Els partits

### Partits principals
Partits amb representació al Saeima o al Parlament Europeu (2014).
| Partits | Partits | Líder                                                    | Ideologia                          | Saeima | Parlament Europeu |
| ------- | --- | -------------------------------------------------------- | ---------------------------------- | ------ | ----------------- |
|         | Partit Socialdemòcrata "Harmonia" (Sociāldemokrātiskā Partija „Saskaņa”) | Nils Ušakovs                                             | Esquerra Socialdemocràcia          | 24     | 1                 |
|         | Unitat (Letònia) (Vienotība) | Solvita Āboltiņa                                         | Centredreta Socioliberalisme       | 23     | 4                 |
|         | Unió de Verds i Agricultors (Zaļo un Zemnieku savienība) Aliança electoral amb: ** Unió d'Agricultors Letons (Latvijas Zemnieku savienība) ** Partit Verd de Letònia (Latvijas Zaļā Partija) | Raimonds Vējonis                                         | Centre Política verda              | 21     | 1                 |
|         | Aliança Nacional (Nacionālā Apvienība) | Gaidis Bērziņš i Raivis Dzintars                         | Dreta Conservadorisme nacionalista | 17     | 1                 |
|         | Associació Letona de Regions (Latvijas Reģionu Apvienība) | Mārtiņš Bondars                                          | Centre                             | 8      | 0                 |
|         | Per Letònia des del Cor (No sirds Latvijai) | Inguna Sudraba                                           | Dreta Populisme                    | 7      | 0                 |
|         | Unió russa de Letònia ( Latvijas Krievu savienība) | Tatjana Ždanoka, Jakovs Pliners, i Miroslavs Mitrofanovs | Esquerra Socialisme democràtic     | 0      | 1                 |

### Altres partits
- Desenvolupament de Letònia (Latvijas attīstībai)
- Nostra Terra (Mūsu Zeme)
- Partit de la Reforma (Reformu partija)
- Partit Socialdemòcrata Obrer Letó (Latvijas Sociāldemokrātiskā Strādnieku Partija)
- Partit Socialista Letó (Latvijas Sociālistiskā partija)
- Per la llengua nativa! (Par Dzimto Valodu!
- Poble de Latgàlia (Latgales Tauta)
- Unió Demòcrata Cristiana (Kristīgi Demokrātiskā Savienība)
- Unió Pàtria (Tēvzemes Savienība)
- Units per Letònia (Vienoti Latvijai)

### Partits desapareguts
- Agudas Israel
- Centre Democràtic (Letònia) (Demokrātiskais Centrs)
- Front Popular de Letònia (Latvijas Tautas Fronte)
- Grup de Ciutadans No-Partisans (Bezpartejiskā pilsoņu grupa)
- Igualtat de Drets (Līdztiesība)
- Llista de Lituans i Catòlics (Lietuviešu un katoļu saraksts, LKS)
- Moviment per la Independència Nacional de Letònia (Latvijas Nacionālās Neatkarības Kustība)
- Moviment Popular de Letònia (Tautas Kustība Latvijai)
- Nou Centre (Jaunais Centrs)
- Nou Partit (Jaunā Partija)
- Partit Reformista de Šlesers LPP/LC (Šlesera Reformu partija LPP/LC)
- Partit d'Agricultors Letons (Latgales Zemnieku partija)
- Partit Comunista de Letònia (Latvijas Komunistiskā Partija)
- Partit de Daugavpils (Daugavpils Pilsetas Partija)
- Partit Democràtic Saimnieks (Demokratiska Partija "Saimnieks")
- Partit dels Ortodoxos
- Partit dels Treballadors (Darba Partija)
- Partit de l'Harmonia Nacional (Tautas Saskaņas Partija)
- Partit de la Nova Era (Jaunais Laiks)
- Partit Socialdemocràta de Letònia (Latvijas Socialdemokratiska Partija)
- Partit Letònia Primer (Latvijas Pirmā Partija)
- Partit per la Pau i l'Orde
- Partit Popular (Tautas Partija)
- Per la Pàtria i la Llibertat/LNNK (Tēvzemei un Brīvībai/LNNK,)
- Societat per una altra política (Sabiedriba Citai Politikai)
- Tot per Letònia! (Visu Latvijai!)
- Unió Cívica (Pilsoniskā savienība)
- Unió Nacional (Nacionālā apvienība (pirmskara)
- Unió Nacional Cristiana (Kristīgā nacionālā savienība)
- Unió de Socialdemòcrates - menxevics i treballadors rurals (Mazinieku partija/Latvijas Strādnieku sociāldemokrātu mazinieku partija)
- Unió Socialdemòcrata (Sociāldemokrātu Savienība)
- Via Letona (Latvijas Ceļš)